# Alban Berg-kvartetten
Alban Berg-kvartetten, Alban-Berg-Quartett, är en österrikisk stråkkvartett, bildad 1971 och uppkallad efter kompositören Alban Berg.
Alban Berg-kvartetten etablerade sig snabbt som en av Europas främsta stråkkvartetter. Kvartetten har haft en bred repertoar och gjort mängder med inspelningar, även med verk av samtida tonsättare. Medlemmarna är professorer vid musikhögskolan i Wien och undervisade sedan 1993 även som Amadeuskvartettens efterträdare vid Musikhögskolan i Köln.

## Medlemmar
| Period    | 1st violin     | 2nd violin     | Viola            | Violoncello    |
| --------- | -------------- | -------------- | ---------------- | -------------- |
| 1971–1978 | Günter Pichler | Klaus Maetzl   | Hatto Beyerle    | Valentin Erben |
| 1978–1981 | Günter Pichler | Gerhard Schulz | Hatto Beyerle    | Valentin Erben |
| 1981–2005 | Günter Pichler | Gerhard Schulz | Thomas Kakuska   | Valentin Erben |
| 2005–2008 | Günter Pichler | Gerhard Schulz | Isabel Charisius | Valentin Erben |